# Luesma Vega
Luesma & Vega és un estudi de disseny especialitzat en vidre fundat per Ester Luesma Maymó (1965) i Xavier Vega Ortega(1968). L'any 2000 s'instal·len dins d'una església del Poble Espanyol a la ciutat de Barcelona. El taller conté una exposició d'objectes i art en vidre.
Es podria dir que l'any 2010 inicien una nova etapa especialitzada en el disseny de vaixelles per restaurants d'avantguarda.
L'any 2003 entren en contacte amb el restaurant el Bulli i començarà una col·laboració que durarà fins al tancament del restaurant l'any 2011. Aquesta experiència els especialitza en el disseny i desenvolupament de vaixelles per alta gastronomía que els convertirà en una referència apareixent el l'exposició "Tapas, Spanish design for food" curada per Juli Capella i guanyant el Premio Nacional de Artesanía en la categoría Producte l'any 2011.
Altres col·laboracions que han fet, és en "El Somni", una creació multi sensorial amb base gastronòmica elaborada pels germans Joan, Josep i Jordi Roca, propietaris del restaurant El Celler de Can Roca, a Girona. L'objectiu del projecte va ser crear una experiència culinària que englobés tots els sentits, mitjançant la conjugació de la gastronomia amb l'art, la música, la poesia i els mitjans audiovisuals. Luesma & Vega aporten els seus dissenys de vaixella especials per aquesta òpera gastronòmica.